# Flora Suecica
Flora Suecica (abreviado Fl. Suec.) es un libro con ilustraciones y descripciones botánicas que fue escrito por Carlos Linneo en el año de 1745 con el nombre de Flora Suecica, Editio Secunda Aucta et Emendata. La segunda edición fue terminada en 1755.
Este fue el primer relato completo de las plantas que crecen en Suecia y uno de los primeros ejemplos de la flora en idioma moderno. Se publicó con el nombre completo de ''Flora Svecica: Enumerans Plantas Sueciae Indígenas Cum Synopsi Classium Ordinumque, Characteribus Generum, Differentiis Specierum, Synonymis Citationibusque Selectis - Locis Regionibusque Natalibus - Descriptionibus Habitualibus Nomina Incolarum Et Qualitat.

## Los detalles bibliográficos
Todos los detalles bibliográficos, incluyendo las fechas exactas de publicación, paginación, ediciones facsímiles, breve resumen del contenido, la ubicación de las copias, fuentes secundarias, traducciones, reimpresiones, manuscritos, diarios de viajes, y los comentarios se dan en Stafleu and Cowan's Taxonomic Literature.